# Astragalus terracianoi
Astragalus terracianoi är en ärtväxtart som beskrevs av Vals. Astragalus terracianoi ingår i släktet vedlar, och familjen ärtväxter. Inga underarter finns listade i Catalogue of Life.

## Bildgalleri

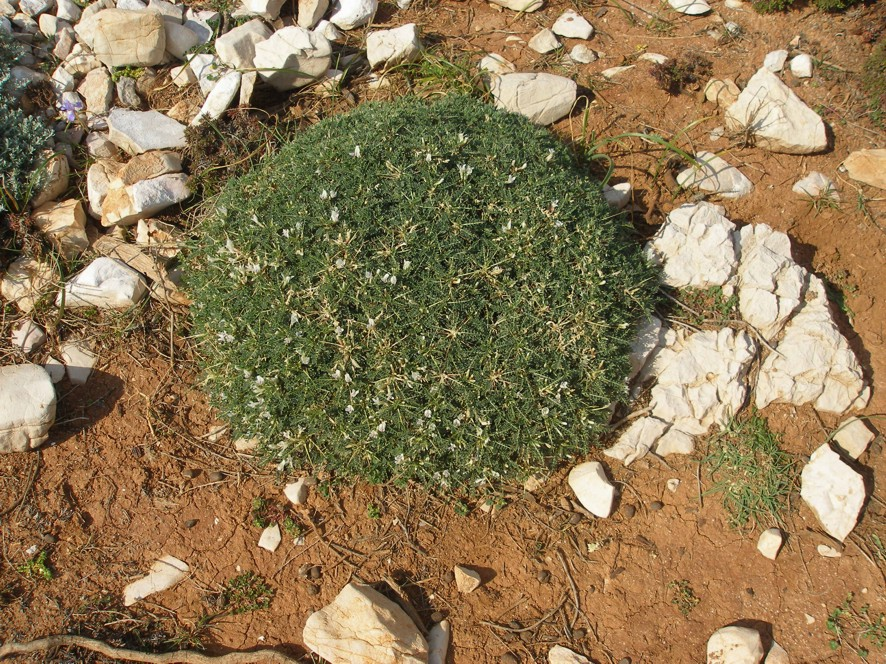
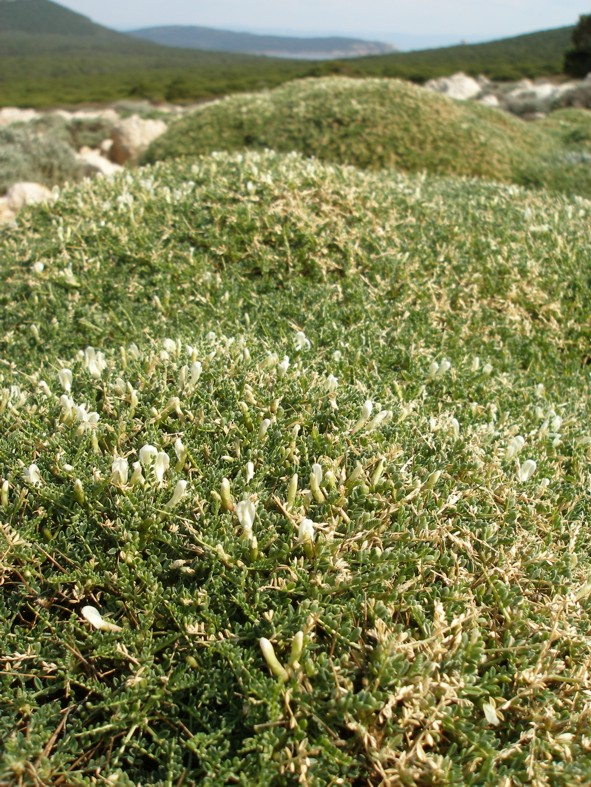
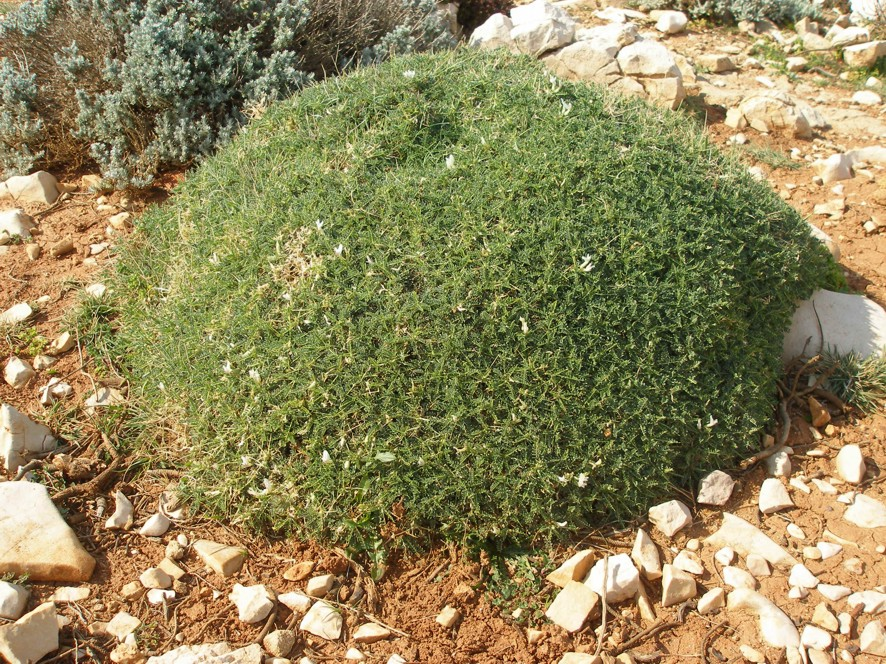
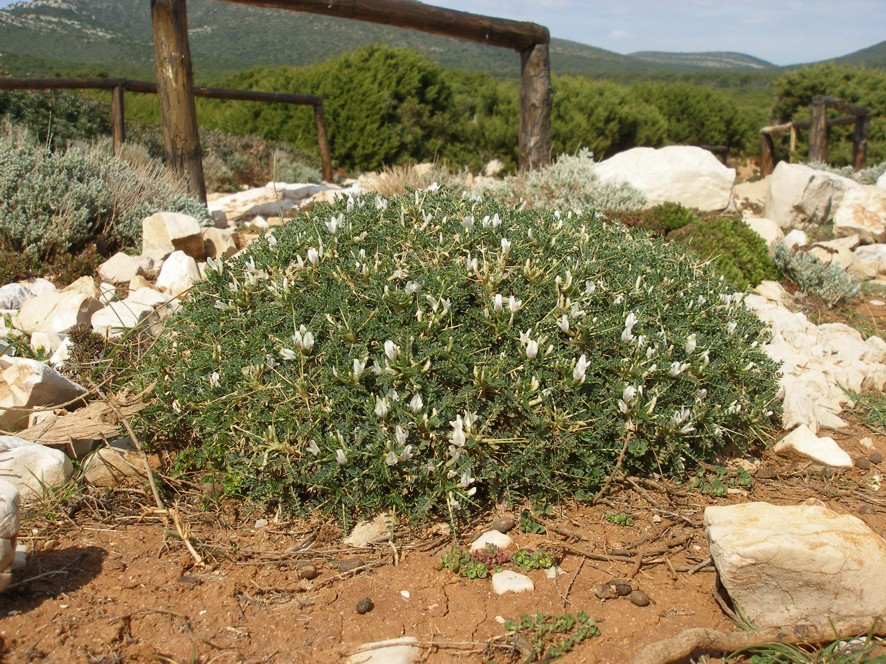
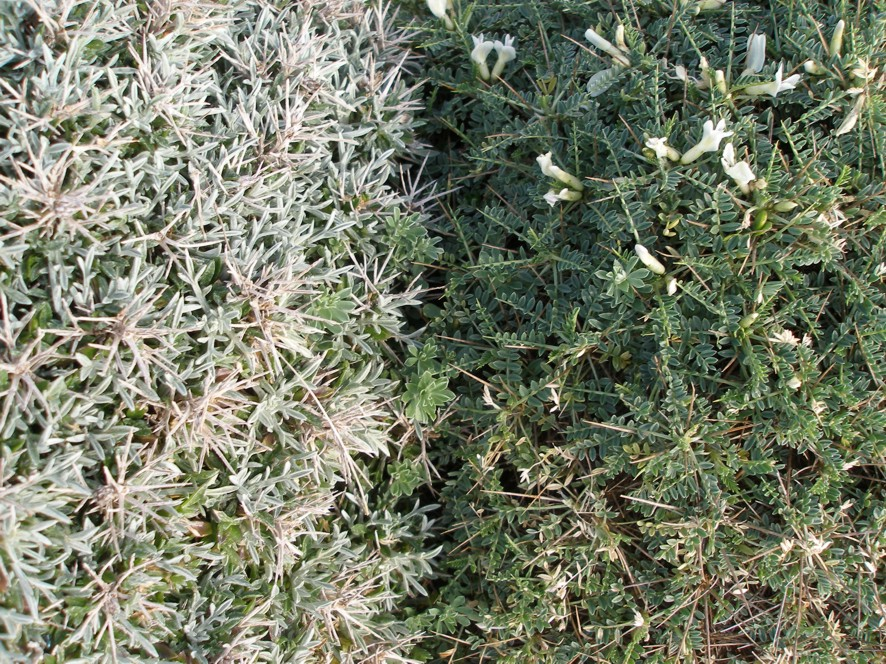
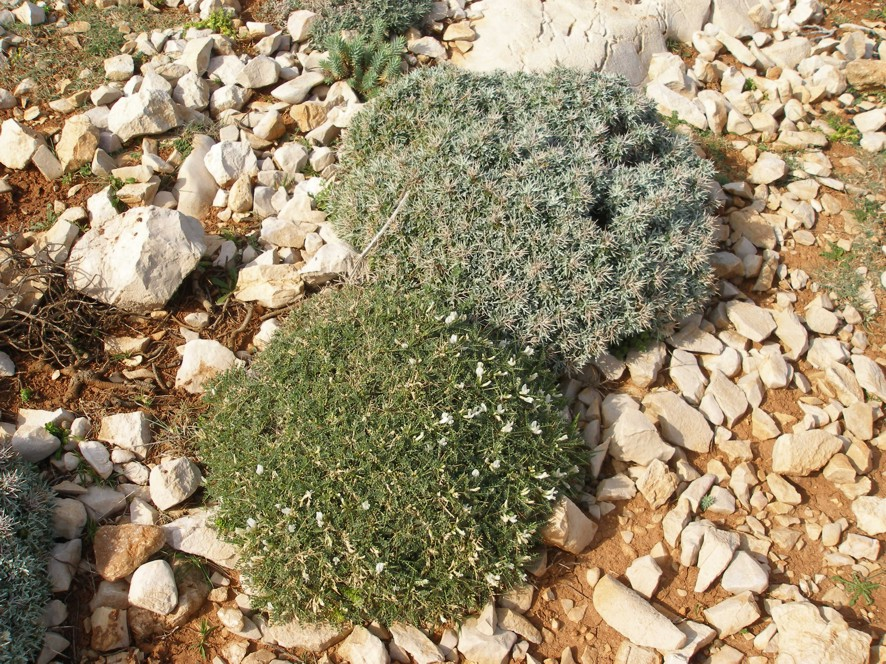